# GUNDAMonline
GUNDAMonline（日語：ガンダムネットワークオペレーション，Gundam Network Operation），是日本公司萬代公司發售的以機動戰士GUNDAM的一年战争為遊戲舞台的線上戰略遊戲，略稱為GNO。於2002年4月開始營運。

## 概要
玩家是扮演一個小隊的艦長指揮官，對配下的小隊下達各項戰術指令，以及為隊員補給機體，並以戰鬥所得的成長點數來強化隊員能力，聯邦與吉翁兩軍的玩家戰果會不斷的被集計並且影響每一週作戰的大局勝敗。玩家所配下的小隊在非連線的情況下，依然會依照所玩家所設定的方針和陣形執行任務進行戰鬥，只要玩家的部隊處在戰鬥區域，都會一直持續進行遭遇戰，所以號稱一天只要十分鐘也能玩的遊戲。
遊戲進行上也可以加入任務，由1～3個玩家組成聯合部隊，迎戰敵軍，雖然這樣會使得每場遭遇的時間加長，但是在任務結束之後，也可以獲得額外的獎賞。並且對戰局貢獻額外的戰果數值。
本遊戲每三個月就會結束一次一年戰爭（稱之為「一輪」），根據勝敗結果給予聯邦與吉翁雙方玩家勳章獎勵，然後重新再開啟一次新的一年戰爭。除玩家的功勳與階級以及部分成長點數之外都會回復至初始狀態。
雖然說是以一年戰爭為基礎，但是GNO裡面出現的機體，並不限定於此作品中，可以說是UC鋼彈系列機體的集合。
不幸的是此遊戲在台灣因為代理商 數碼戲胞 的倒閉 
於2006年四月中旬宣告關閉

## 中文版

### 繁體中文版
2004年初，在台灣以彈水阿給、神之領域等遊戲知名的網路遊戲公司數碼戲胞，透過台灣萬代順利取得GNO之台灣代理權。
2004年6月，數碼戲胞開始進行GNO的中文化改版作業，同時遊戲中所有中文翻譯均由萬代進行審核校對。
2004年12月，GNO開始封測，並正式對外發表，數碼戲胞同時也正式與萬代簽約，真正地獲得GNO在台灣的經營權。
2005年1月，GNO開始進行公測，由於台灣萬代、GNO開發會社VANGUARD與數碼戲胞之間溝通協調不同步，導致數碼戲胞對於VANGUARD與台灣萬代已經完成對公測之繁體中文版GNO鎖機（將日版GNO已開放之MS機體關閉，暫時不予開放）一事毫不知情，因此數碼戲胞被迫於公測當天緊急宣布鎖機一事，造成玩家反彈，事後由台灣萬代發表對外聲明解釋鎖機一事，而仍有部分玩家仍認為鎖機是由數碼戲胞主導。
2005年2月繁體中文版GNO開始正式對外收費營運，引起華文鋼彈愛好者之重視，雖然公測期間會員人數最多曾高達2萬人，伺服器總數高達14台，但由於本身遊戲特性與台灣網路遊戲玩家喜新厭舊的觀念，繁體中文版GNO在正式收費半年後，人數持續減少至6000人上下。
2005年5月數碼戲胞以招募新手為理由，發售限定只有新會員才能使用的69元新手包裝（免費可玩一個月），並搭配老手帶新手活動，但由於遊戲風格與設定之故，並未見其成效。且由於台灣網路遊戲玩家濫用身分證號碼製造程式，加上69元新手包裝可免費玩一個月，導致在所羅門伺服器發生著名的大戶事件，該事件為有玩家刻意搜購市面上的69元包裝，同時控制接近100個遊戲帳號，企圖影響所羅門伺服器的戰況。面對所羅門伺服器玩家對此事的連署反應，數碼與台灣萬代一直未進行正面回應，因而導致部分玩家退出遊戲。
2005年9月由於玩家人數已經銳減至5000人，每台伺服器人數平均僅有600人，數碼戲胞正式發表伺服器合併計畫，從9月開始進行伺服器合併，至2005年12月為止，繁體中文版GNO將伺服器數從14台合併至8台，但玩家人數仍持續呈小幅度的減少。
2005年12月繁體中文版GNO在台灣上線一週年，收費會員人數約5000人、伺服器總數8台。
2006年初，萬代與GNO開發會社VANGUARD、代理商數碼戲胞，正式宣佈對繁體中文版GNO，進行獨有的機體開放計畫。以GNO2中登場的機體為主，進行模組與數值的修改，並調整原有的繁體中文版GNO機體開放時程，陸續進行機體的更新。這份機體開放計畫，最早是在2004年底由數碼戲胞的GNO中文化小組所提出，爾後經萬代與VANGUARD經過長達一年對繁體中文版GNO的觀察後，由VANGUARD親自主導、親手修正提案內容的遊戲改版計劃。
2006年4月，數碼戲胞遭前任董事長林煜晉及其兄長林睿紘（原名林育德）惡意掏空，接任的董事長郭昌明因無力處理龐大債務，於2006年4月14日無預警宣佈倒閉，該公司所代理、出品之網路遊戲全數停擺，造成網路遊戲消費者權益損失。台灣萬代也於2006年5月正式發表聲明，表示將對數碼戲胞進行民事法律訴訟。台灣繁體中文版GNO就此停止營運，是否會在台灣由其他遊戲公司接手恢復營運，目前未明。
繁體中文版GNO預定在2006年新增的專屬機體：
吉翁—行動薩克、德瓦基 改、飛行型古夫、德姆原型機、吉鋼（MS-12）
聯邦--鋼彈4號機、鋼彈5號機、鋼彈6號機、裝甲強化型吉姆、鋼坦克II、鋼加農II、先行量產型鋼球
2006年繁體中文版GNO機體預定開放時程：
2006.01 先行量產型鋼球（聯邦、初期即發售）、德姆原型機（吉翁、第3周發售）
2006.02 薩克II Z（吉翁、第7周發售）、鎮暴型吉姆（聯邦、第11周發售）
2006.03 吉鋼（吉翁、第7周發售）、鋼坦克II（聯邦、第7周發售）
2006.04 加夏（吉翁、第7周發售）、寒帶型吉姆（聯邦、第3周發售）
2006.05 行動薩克（吉翁、第8周發售）、裝甲強化型吉姆（聯邦、第7周發售）
2006.06 薩克MSN-01（吉翁、第8周發售）、陸戰用吉姆（聯邦、第3周發售）
2006.07 飛行型古夫（吉翁、第6周發售）、鋼加農II（聯邦、第9周發售）
2006.08 薩克坦克（吉翁、第4周發售）、沙漠型吉姆（聯邦、第9周發售）
2006.09 鋼彈4號、5號機（聯邦、第9周發售）
2006.10 德萊森（吉翁、第6周發售）
2006.11 德瓦基 改（吉翁、第10周發售）、鋼彈6號機（聯邦、第10周發售）

### 简体中文版
2006年4月24日，由中视网元所代理的大陆简体中文版GNO开始内部压力测试。简体中文版名称为《机动战士敢达在线》。
2006年5月25日，北京时间14：00，《敢达在线》内部测试停止，并删除所有内测数据。
2006年6月8日，网元发布公告，宣布《敢达在线》内测活动告一段落，感谢广大玩家积极配合及对此款游戏得支持和热忱关注。但考虑其技术不完善及教育院校的期末考试和高等入学考试的来临，为了使更多的万家参与到游戏中，网元宣布近期不开放外部测试。
2006年7月12日，网元商城积分兑换专区正式开放。
2006年7月28日至30日，中视网元携旗下大型网游《机动战士敢达在线》（简称《敢达在线》）参展第四届中国国际数码互动娱乐产品及技术应用展览会（简称ChinaJoy），吸引了大量人群驻足进行现场试玩。中视网元的负责人表示会在近期开始游戏的公测。
2006年9月21日，最终，在内测结束沉寂了四个多月后，官方宣布机动战士敢达在线将于2006年9月28日开始公测。本次测试不限用户数量，公测用户数据不保留，但对在公测结束后14日内对公测时使用的同组服务器进行了游戏时间购买的用户，将视为轮回结束，保留人物名称、军阶等数据。
2006年10月16日，北京时间上午10：00，历时两个多星期的《敢达在线》公测活动正式结束。17日将停机一天。
2006年10月18日，北京时间上午10：00，正式商业运作。
2007年6月，《敢达在线》停止运营，服务器关闭。

## GNO2
NETWORK OPERATION 2（GNO2）在2004年9月起於正式營運服務。基礎的遊戲系統與GNO雷同，主要強化的特點有：
- 畫面採用3D即時運算，硬體速度不快的電腦也可選擇保留2D模式畫面。
- 玩家所扮演的部隊長也是上場作戰的MS駕駛員之一。
- 各駕駛員之能力與技能大幅擴張並細分化。
- 玩家可操縱的戰術AI指令大幅增加。
- MS可以在戰術設定當中變換所使用的武器，以及進行有限的改造以配合玩家制訂的部隊戰術要求。
- 大幅擴張特殊任務內容變化性，使玩家在線上操作時可以得到更多樂趣。
- 與各動畫／遊戲原作人物相關的劇情事件大幅增加並且前後相關。
- 兩軍陣營的競合任務（短期間比較兩軍達成度的特殊任務）除了影響作戰進行度外，亦擴及妨害對方陣營量產機體開發，以及原作NPC之生死等面向。
- 各式新型機體之追加。

## 連結
- 日GNO官網（页面存档备份，存于）
- GNO2（页面存档备份，存于）
- 简体中文版官网